# 富时100指数
富時100指數（英語：FTSE 100 Index），全称伦敦股市《金融时报》100种股票平均价格指数（英語：Financial Times Stock Exchange 100 Index），又稱倫敦金融時報100指數，创立于1984年1月3日，是由富时集团根据在伦敦证券交易所上市的最大的一百家公司表现而制作的股價指數。该指数是英国经济的晴雨表，也是欧洲最重要的股票指数之一。相关的股票指数包括富时250指数（除了100家最大的公司以外接下去的250家最大的公司的股票指数）和富时350指数（富时100指数和富时250指数的结合）。富时100指数的成份每季度决定一次。